# Ludolf Nielsen
Carl Henrik Ludolf Nielsen (Nørre Tvede, 29 gennaio 1876 – Copenaghen, 16 ottobre 1939) è stato un compositore, violinista, direttore d'orchestra e pianista danese.
Ad oggi è considerato uno dei più importanti compositori danesi dell'inizio del Novecento assieme al più famoso Carl Nielsen.

## Biografia
Nielsen nacque a Nørre Tvede, in Danimarca; sebbene nella sua famiglia non ci fossero musicisti, egli venne a contatto colla musica fin da quando era molto giovane. Per alcuni anni prese lezioni di violino da violinisti locali e,quando aveva otto anni, suonava già a festival locali e in altre occasioni. Nella sua adolescenza si trasferì a Copenaghen, dove conobbe una società molto più amante della musica. A diciannove anni Nielsen vinse una borsa di studio per l'Accademia Reale Danese di Musica in un concorso. Lì suonò violino, pianoforte e studiò teoria musicale; presumibilmente, il suo talento per le composizioni erano da autodidatta. Nielsen iniziò a comporre musica ventenne e l'Orchestra di Tivoli lo assunse come violinista.
Alcune sue opere sono state eseguite nel 1899, ma il suo primo grande successo fu il poema sinfonico Lodbrog Regnar, che gli fece ottenere un'ulteriore borsa di studio, la quale gli permise di trascorrere del tempo nella città musicalmente ricca di Lipsia, dove compose alcuni quartetti d'archi e li fece pubblicare. Tornato a Copenaghen, fu direttore dell'Orchestra Tivoli; nel 1902 compose la sua Prima Sinfonia e, tra il 1903 e il 1905, il poema sinfonico Dalle montagne. Subito dopo il suo matrimonio, avvenuto nel 1907, Nielsen compose una Romanza per violino (1908) e la sua Seconda Sinfonia (1907 – 1909).
Come riscontrato anche in altri artisti, la prima guerra mondiale ebbe un effetto molto profondo su Nielsen, che non scrisse più nulla fino al 1914, anno della sua Terza Sinfonia in Do. Dopo la guerra diventò un insegnante di musica privato, poi ritornò a comporre: le due opere più importanti di questo periodo furono il suo balletto Lackschmi (1922) e la suite per orchestra Skovvandring (Viaggio nella foresta); in seguito Nielsen scrisse quasi cento Lieder. Tra il 1926 e il 1939, lavorò come programmatore per la Radio nazionale danese e, ad eccezione di alcuni radiodrammi, cessò di comporre; morì a Copenaghen, all'età di 63 anni, il 16 ottobre 1939.

## Opere
- Lavori per Orchestra
  - Sinfonia n° 1 in Si minore op. 3 (1902-1903)
  - Sinfonia n° 2 in Mi bemolle maggiore op. 19 Sinfonia fortunata (1907-1909)
  - Sinfonia n° 3 in Do maggiore op. 32 (1911-1913)
  - Dalle Montagne, Suite op. 8 (1905)
  - Viaggio nella foresta, suite op. 40 (1922)
  - Concerto Ouverture in Do maggiore, op. 13 (1906)
  - Hjortholm, diaporama op. 53 (1923)
  - Ouverture Primavera, op. 56 (1932)
  - Mercato alla fontana, poema sinfonico op. 60 (1936)
  - Lakshmi, balletto op. 45 (1919-1921)
  - La compagnia viaggiante, balletto op. 54 (1928)
- Lavori per voce
  - Isabella, opera op. 10 (1907)
  - L'orologio, opera op. 16 (1911)
  - Lola, opera op. 43 (1920)
  - La Torre di Babele, oratorio per soli, coro e orchestra op. 35 (1912-1913)
  - Circa 120 canzoni
  - Circa 100 Lieder
- Musica da camera
  - Quartetto per archi n° 1 in La maggiore op. 1 (1900)
  - Quartetto per archi n° 2 in Do minore op. 5 (1903-1904)
  - Quartetto per archi n° 3 in Do maggiore op. 41 (1920)
  - Romanza per violoncello e pianoforte o orchestra, op. 11 (1905)
  - Romanza per violino, op. 20 (1908)
- Lavori per pianoforte
  - Quattro pezzi per pianoforte, op. 17 (1907)
  - Tre novellette, op. 21 (1908)